# Emphusis perarmata
Emphusis perarmata är en insektsart som beskrevs av William Lucas Distant. Emphusis perarmata ingår i släktet Emphusis och familjen hornstritar. Inga underarter finns listade i Catalogue of Life.